# Anstalt des öffentlichen Rechts
Eine Anstalt des öffentlichen Rechts (AdöR, AöR) ist eine mit einer öffentlichen Aufgabe betraute juristische Person des öffentlichen Rechts, deren Aufgaben ihr durch Gesetz oder Satzung zugewiesen worden sind.

## Allgemeines
Die Anstalt des öffentlichen Rechts bündelt sachliche Mittel (z. B. Gebäude, Ausstattung, Fuhrpark) und Personal (Planstellen für Beamte und Arbeitnehmer) in einer Organisationseinheit. Überwiegend sind die Anstalten des öffentlichen Rechts rechtlich selbständig, haben also eine öffentlich-rechtliche Rechtsform.

## Deutschland
Eine Anstalt des öffentlichen Rechts in Deutschland ist eine mit Sachmitteln und Personal ausgestattete Einrichtung, die in der Hand eines Trägers der öffentlichen Verwaltung steht und dauerhaft einem öffentlichen Zweck dient. Anders als eine Körperschaft des öffentlichen Rechts hat die Anstalt des öffentlichen Rechts keine Mitglieder, sondern Nutzer.
Es werden rechtsfähige und nichtrechtsfähige Anstalten des öffentlichen Rechts unterschieden. Rechtsfähige Anstalten können Träger von Rechten und Pflichten sein und z. B. selbst vor Gericht klagen und verklagt werden. Auch teilrechtsfähige Anstalten können unter eigenem Namen im Rechtsverkehr handeln, verklagen und verklagt werden.

## Österreich
Die Bundesanstalt öffentlichen Rechts ist eine Rechtsform des Bundes. Bundesanstalten öffentlichen Rechts haben umfangreiche gesetzliche Aufgaben zu erfüllen, und einige von ihnen können im Rahmen der Teilrechtsfähigkeit auch privatrechtlich agieren.
Bundesanstalten sind, bzw. waren:
- Statistik Austria
- E-Control
- Österreichische Finanzmarktaufsichtsbehörde (FMA)
- Buchhaltungsagentur des Bundes
- GeoSphere Austria
- Österreichischer Rundfunk (ORF) (seit 2001 Stiftung öffentlichen Rechts)
- Bundesanstalt für Verkehr (2017 aufgelöst)
- Bundesämter für Landwirtschaft (Agrarrechtsänderungsgesetz 2004 Teil I § 1)
  - Höhere Bundeslehranstalt und Bundesamt für Wein- und Obstbau[Ö 1]
  - Bundesamt für Weinbau
- Landwirtschaftliche Bundesanstalten (Agrarrechtsänderungsgesetz 2004 Teil I § 2)
  - Bundesanstalt für Agrarwirtschaft
  - Bundesforschungs- und Ausbildungszentrum für Wald, Naturgefahren und Landschaft
  - Höhere Bundeslehr- und Forschungsanstalt für Landwirtschaft Raumberg-Gumpenstein 1
  - Bundesanstalt für alpenländische Milchwirtschaft
  - Bundesanstalt für Bergbauernfragen
  - Höhere Bundeslehr- und Forschungsanstalt für Landwirtschaft, Landtechnik und Lebensmitteltechnologie Francisco Josephinum in Wieselburg 1
  - Höhere Bundeslehr- und Forschungsanstalt für Gartenbau Schönbrunn 1
- Technische und Gewerbliche Lehranstalten (fünf Zentralanstalten und Bundesanstalten)
- Höhere technische Bundeslehranstalten und technische Versuchsanstalten
- Gedenkstätte Mauthausen[Ö 2]
- Justizbetreuungsagentur

Sonst werden der deutschen Konstruktion vergleichbare Einrichtungen unter dem Begriff Körperschaft öffentlichen Rechts subsumiert, der nicht streng definiert ist, sondern im Einzelfall anerkannt wird.

## Schweiz
In der Schweiz wird der Begriff der Anstalt innerhalb der juristischen Doktrin in ähnlicher Weise wie in Deutschland verwendet, und zwar vor allem zur Bezeichnung von Vermögensmassen mit eigener Rechtspersönlichkeit und Verwaltung öffentlichen Rechts in Abgrenzung von der privaten Stiftung.
Im schweizerischen Privatrecht (ZGB) wird der Begriff Anstalt als Überbegriff für Vermögenswidmungen verwendet, unter anderem auch für Stiftungen (vgl. Art. 52 ff. ZGB). Nach Riemer, Stiftungskommentar, Systematischer Teil N 13 ff., 481 ff., kennt das ZGB keine privatrechtliche Anstalt als eigene juristische Person. Riemer verweist für das schweizerische Privatrecht wegen dieser Überschneidungen darauf, dass „‚Anstalten‘ … im Privatrecht immer, im öffentlichen Recht in bestimmten Fällen mit ‚Stiftungen‘ gleichzusetzen“ sind.
Eine Rechtsform Anstalt im strengen Sinne ist dem schweizerischen Recht hingegen nicht bekannt. Sogenannte „Anstalten“ werden regelmäßig durch Gesetze des Bundes oder der Kantone in verschiedenen Rechtsformen des öffentlichen Rechts gegründet, oftmals auch als privatrechtliche juristische Personen, denen durch Gesetz besondere öffentliche Aufgaben und Rechte, auch Hoheitsrechte, übertragen werden (gemischte Anstalten öffentlichen und privaten Rechts).
In der Schweiz werden zu den öffentlich-rechtlichen Anstalten beispielsweise gezählt:
- Schulen
- suva Schweizerische Unfallversicherungsanstalt in Luzern
- Stellen zum Vollzug des Bundesgesetzes über die Invalidenversicherung (kantonale IV-Stellen)
- das eidgenössische Nuklearsicherheitsinspektorat (ENSI)
- die meisten Kantonalbanken, z. B. die Zürcher Kantonalbank
- diverse Verkehrsbetriebe des Regionalverkehrs
- St. Galler Brandversicherungsanstalt, Gebäudeversicherung Kanton Zürich
- Thurgauer Elektrizitätswerk
- Elektrizitätswerk des Kantons Zürich
- Zahlreiche Universitäten, z. B. die Universität Zürich UZH
- Zahlreiche kantonale Spitäler und Kliniken, z. B. das Universitätsspital Zürich und das Kantonsspital Winterthur
- Zahlreiche Hochschulen, z. B. die Zürcher Hochschule für Angewandte Wissenschaften ZHAW, Zürcher Hochschule der Künste ZHDK oder die Pädagogische Hochschule Zürich PHZH
- Interkantonale Lehrmittelzentrale ilz
- Eidgenössische Finanzaufsicht FINMA
- Amt für Strassenverkehr und Schifffahrt des Kantons Freiburg (ASS)

## Liechtenstein
Die erste Anstalt des öffentlichen Rechts wurde in Liechtenstein durch Gesetz, durch Ausgliederung, 1923 gegründet. Es war dies die spätere Liechtensteinische Landesbank (LLB), die 1992 in eine Aktiengesellschaft umgewandelt wurde.
Das liechtensteinische Rechtssystem kennt vier Grundtypen von selbständigen Anstalten:
- die Anstalt nach öffentlichem Recht,[L 1]
- die öffentlich-rechtliche Anstalt,[L 2]
- die gemeinwirtschaftliche Anstalt[L 3] und
- die Anstalt nach privatem Recht.[L 4]

Die Anstalt öffentlichen Rechts nach Artikel 78 Absatz 4 Landesverfassung (LV) ist eine Sondergesellschaftsform, deren Ausgestaltung dem einfachen Gesetzgeber durch Gesetz in jedem Anwendungsfall neu obliegt.
Der Gesetzgeber ist dabei an keine Vorgaben (z. B. Anstaltsform nach PGR) gebunden und kann die entsprechenden Regelungen z. B. hinsichtlich Dotationskapital, Organe, Gründerrechte, Benützer der Anstalt etc. relativ frei wählen. Durch die Publikation der gegründeten Anstalt durch ein eigenes Gesetz ist auch keine zwingende Eintragung in das Handelsregister erforderlich. Eine Eintragung schadet jedoch auch nicht.
Die öffentlich-rechtliche Anstalt nach Artikel 534 PGR unterscheidet sich nach der Beherrschung durch die öffentliche Hand und kirchliche Einrichtungen in zwei weitere Anstaltsformen, die
- selbständige öffentlich-rechtliche Anstalten. Diese unterstehen dem öffentlichen Recht, soweit keine Ausnahmen[L 6] bestehen,
- selbständige kirchliche Anstalten. Diese unterstehen dem öffentlichen Recht und subsidiär dem Kirchenrecht und nicht dem PGR.

Die Anstalt öffentlichen Rechts im Sinn von Artikels 78 Absatz 4 LV und öffentlich-rechtliche Anstalten im Sinne von Artikel 534 Absatz 2 und Artikel 577 Absatz 2 PGR sind nach der Begriffsdefinition des Artikel 534 Absatz 2 in Verbindung mit Artikel 244 Absatz 2 PGR auch im Hinblick auf den Wirkungsbereich nicht als Synonym zu verstehen.
Während die liechtensteinische Anstalt öffentlichen Rechts im Sinne von Artikel 78 Absatz 4 LV einen sehr eingeschränkten Wirkungsbereich hat, nämlich nur zur „Besorgung wirtschaftlicher, sozialer und kultureller Aufgaben“ dienen und nur „durch Gesetz“ gegründet werden kann, unterstehen öffentlich-rechtliche Anstalten zwar primär dem öffentlichen Recht, ergänzend jedoch den Artikeln 534 ff. PGR und keiner Einschränkung des Unternehmensgegenstandes, der jedoch bei der öffentlich-rechtlichen Anstalt keine hoheitlichen Vollzug beinhalten darf.
Die liechtensteinische Anstalt öffentlichen Rechts „verdankt“ ihre Entstehung als öffentlich-rechtliche Sonder-Gesellschaftsform dem Gutachten des Fürstlichen Staatsgerichtshofes vom 14. Dezember 1961. In diesem Gutachten gemäß Artikel 16 Staatsgerichtshofgesetz (StGHG aF) hatte der Staatsgerichtshof gemäß der Anfrage der Fürstlichen Regierung vom 27. März 1961 erkannt, dass alle in Liechtenstein eingesetzten Kommissionen – und auch selbständige Ämter und Behörden, somit auch Körperschaften, Anstalten und Stiftungen –, die mit Entscheidungsgewalt („imperium“) ausgestattet sind, verfassungswidrig errichtet worden seien. Dies betreffe auch diejenigen Kommissionen, welche vor dem Inkrafttreten der Verfassung am 5. Oktober 1921 noch auf Grundlage der Verfassung vom 29. September 1862 errichtet wurden.
Die Regierung des Fürstentums Liechtenstein erarbeitete daraufhin einen Vorschlag für die Änderung des Artikels 78 LV. Diese Gesetzesvorlage wurde am 28. Dezember 1963 im Landtag in erster Lesung behandelt, und nach intensiver Debatte wurde dieser Regierungsvorschlag bezüglich Artikel 78 Absatz 4 LV unverändert als Verfassungsgesetz beschlossen. Artikel 78 der Landesverfassung wurde durch das Gesetz vom 28. Dezember 1963, LGBL 10/1964 abgeändert (Absatz 1), und die Absätze 2 bis 4 wurden angefügt.
Artikel 78 Absatz 4 LV wurde eingefügt und lautet seither: „Zur Besorgung wirtschaftlicher, sozialer und kultureller Aufgaben können durch Gesetz besondere Körperschaften, Anstalten und Stiftungen des öffentlichen Rechts errichtet werden, die unter der Oberaufsicht der Regierung stehen.“ Es lässt sich aus den Materialien nicht ableiten, ob der Verfassungsgesetzgeber bewusst neue Rechtsformen (Körperschaft, Anstalt, Stiftung öffentlichen Rechts) schaffen wollte oder diese Verfassungsbestimmungen als Ergänzungen oder Ausgestaltungen zu den bestehenden Gesellschaftsformen, insbesondere zur öffentlich-rechtlichen Anstalt sah und die Schaffung dieser neuen Rechtsformen mehr oder weniger unabsichtlich geschah.
Die Anstalt öffentlichen Rechts kann nur Aufgaben übertragen erhalten, welche ursprünglich der Regierung gemäß der Landesverfassung zukommen. Dies ergibt sich aus dem zwingenden Zusammenhang zwischen der Generalnorm Artikel 78 Absatz 1 LV – „Die gesamte Landesverwaltung wird unter Vorbehalt der nachfolgenden Bestimmungen dieses Artikels durch die dem Landesfürsten und dem Landtag verantwortliche Kollegialregierung in Gemässheit der Bestimmungen dieser Verfassung und der übrigen Gesetze besorgt“ und der auf dieser Generalnorm aufbauenden und diese konkretisierenden Spezialnorm in Artikel 78 Absatz 4 LV: „Besondere Körperschaften, Anstalten und Stiftungen des öffentlichen Rechts errichtet werden, die unter der Oberaufsicht der Regierung stehen“.
Es ist somit nicht möglich, dass andere öffentlich-rechtliche Einrichtungen, z. B. Gemeinwesen, Zweckverbände oder Gemeindeverbände, Anstalten öffentlichen Rechts gründen oder übernehmen. Die Gründung ist ausgeschlossen, da Artikel 78 Absatz 1 mit Absatz 4 in einem untrennbaren Zusammenhang steht, somit eine Anstalt öffentlichen Rechts nur für die Besorgung der Aufgaben (Kompetenzen), die ursprünglich der Regierung zukommen, gegründet werden kann. Die Übernahme durch andere Einrichtungen als den Staat in seiner Gesamtheit ist ausgeschlossen, als dadurch Aufgaben der Regierung an andere als in der Verfassung vorgesehene Einrichtungen übergehen und die Kompetenzverteilung der Verfassung durch ein einfaches Gesetz wie etwa ein Gründungsgesetz der Anstalt verändert werden könnte.
Ebenso ist es unzulässig, der Anstalt öffentlich-rechtliche Aufgaben oder Befugnisse zu übertragen, ohne dass diese der Kontrolle durch die Regierung unterliegen. Dabei muss diese Kontrolle so effektiv möglich sein, dass die Regierung ihre politische Verantwortung gegenüber dem Souverän und dem Landtag wahrnehmen kann.
Warum sich der Gesetzgeber in einigen Fällen der bestehenden Anstalten öffentlichen Rechts in Liechtenstein für eine Anstalt öffentlichen Rechts entschieden hat – wie bei der FMA Finanzmarktaufsicht Liechtenstein –, ist nicht immer bzw. nicht leicht nachvollziehbar. Stehen doch nach liechtensteinischem Gesellschaftsrecht eine Vielzahl von flexiblen Rechtsformen des öffentlichen und des privaten Rechts, insbesondere die AG, GmbH, Genossenschaft, Stiftung und die Körperschaft öR, zur Verfügung. Hinzu kommt noch die Möglichkeit, jede beliebige Rechtsform als juristische Person öR zu schaffen oder abzuwandeln, die den entsprechenden Bedürfnissen am ehesten entgegenkommt, ohne den Zwang, ein bestimmtes gesellschaftsrechtliches „Korsett“ benützen zu müssen.
Die Abgrenzung zwischen der liechtensteinischen Anstalt öR und der Stiftung öR ist in vielen Fällen kaum möglich. Der Staat ist bei beiden Rechtsformen alleiniger Gründer und kann bei einer Stiftung öR wie auch bei der Anstalt öR nicht auf seine Gründerrechte verzichten und somit das Vermögen nicht vollständig und auf Dauer verselbständigen, sondern muss gegenüber dem Stiftungsrat oder dem Verwaltungsrat die Oberaufsicht samt genereller Weisungsbefugnis während des Bestands der Stiftung oder der Anstalt andauernd ausüben – nicht nur ausüben können! – und die Haftung für die Einrichtungen öR übernehmen.
Während bei der Abgrenzung zur öffentlich-rechtlichen Körperschaft bzw. Körperschaft öR zur Anstalt oder zur Stiftung die Mitgliedschaft bzw. das Vorhandensein von Benützern oder Begünstigten das wesentliche Kriterium ist, konnte ein solches zwischen der Anstalt und Stiftung öffentlichen Rechts auch heute noch nicht überzeugend und von der wissenschaftlichen Lehre überwiegend anerkannt gefunden werden.
Auch das Kriterium, dass die Anstalt nach außen durch beispielsweise bauliche Einrichtungen in Erscheinung tritt und die Stiftung vor allem durch die Vermögensverwaltung und Vermögenszuwendung an die Begünstigten, kann nicht herangezogen werden, da in der Vergangenheit in Liechtenstein vielfach Stiftungen mit (baulichen) Einrichtungen für die Benützer ausgestattet wurden bzw. in Erscheinung treten und/oder zur Verfügung stellen. Loening meinte: „Wenn in neuerer Zeit von einigen Schriftstellern von den Stiftungen die Anstalten als eine besondere Art der sog. juristischen Person unterschieden werden, so hat diese Unterscheidung eine rechtliche Bedeutung nicht. Dem vorherrschenden Sprachgebrauch entspricht es, solche Stiftungen als Anstalten zu bezeichnen, deren Stiftungszweck zu seiner Ausführung ein besonderes Gebäude und andere äußerlich sichtbare Einrichtungen erfordert. Eine Stiftung, deren Zweck in der Unterbringung und Pflege von Kranken in einem der Stiftung zugehörigen Krankenhaus besteht, wird als Anstalt bezeichnet, nicht aber eine Stiftung, deren Zweck darin besteht, aus den Zinsen des Stiftungskapitals hilfsbedürftigen Kranken Geldunterstützung zu gewähren. Doch ist der Sprachgebrauch schwankend. Auch wird der Ausdruck Anstalt unter obiger Voraussetzung auf unselbständige Stiftungen und andere Einrichtungen angewandt“ und bislang konnte auch keine eindeutige und überzeugende Lösung gefunden werden.
Das PGR bietet keine Definition und auch keine Vorschläge für die (privatrechtliche) Abgrenzung der Anstalt von der Stiftung an, sondern stellt diese – abgesehen vom Bestand und der Übertragbarkeit der Gründerrechte – als voneinander zu unterscheidende Verbandspersonen in den Rechtsraum.